# Milan Štefanik
Milan Rastislav Štefánik, slovaški politik, diplomat in astronom, * 21. julij 1880, Košariská (Kosaras), Kraljevina Madžarska, † 4. maj 1919, Ivanka pri Dunaji, Češkoslovaška. 
Med 1. svetovno vojno je bil general v francoski armadi, po njej pa prvi češkoslovaški obrambni minister, eden od vodilnih članov Češkoslovaškega narodnega sveta, ki je odločilno pripomogel k suverenosti Češkoslovaške in pri ureditvi statusa območij, naseljenih z Čehi in Slovaki. 
Skupaj s T. G. Masarykom je postal znan po izgradnji Češkoslovaške legionarske vojske. 
Štefánikovo osebno geslo je bilo: Verovati, ljubiti, delati (Veriť, milovať, pracovať).